# 程學啟

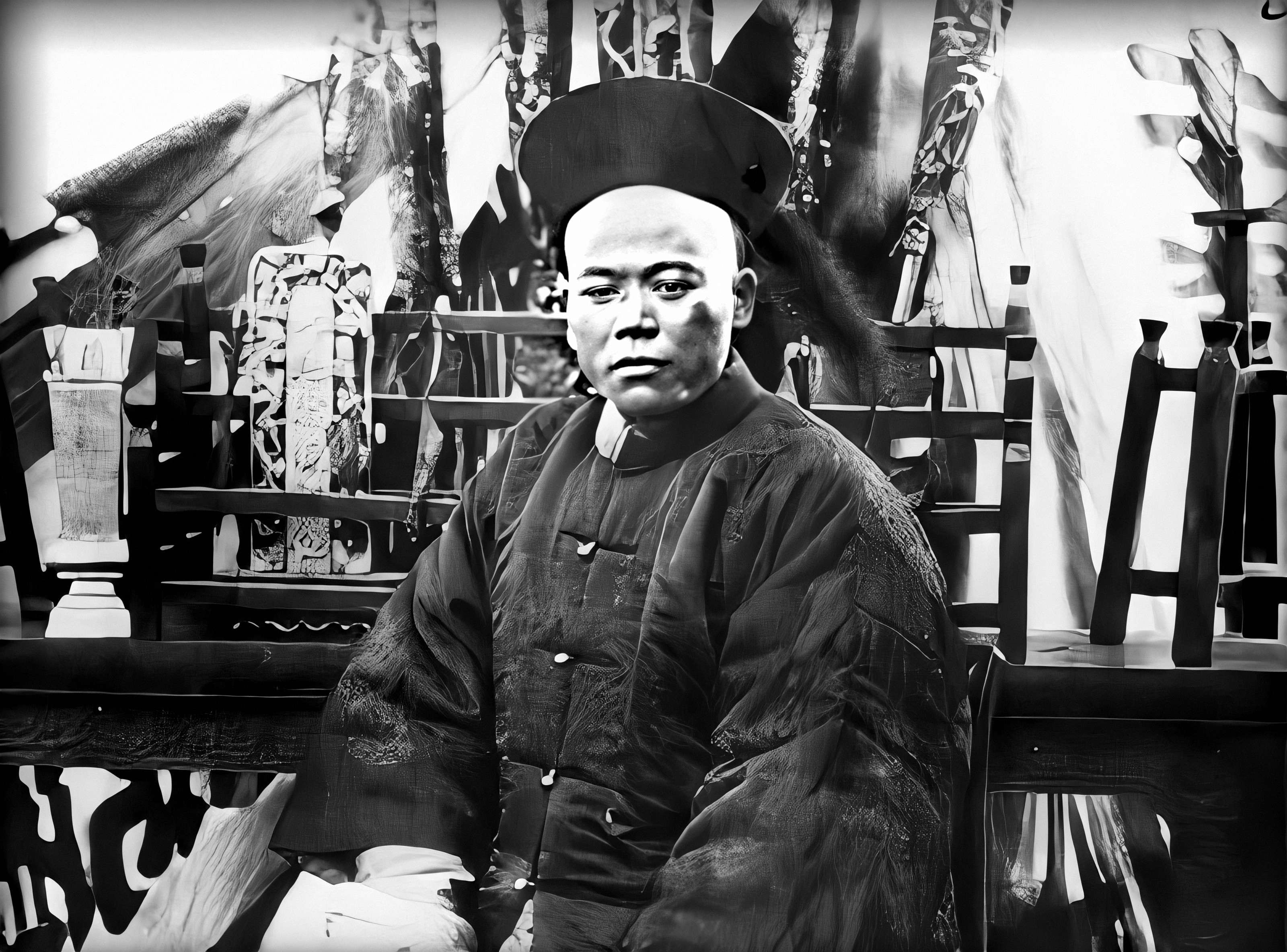
程学启像

程學啟（1829年—1864年），字方忠，谥忠烈，安徽桐城人，原為太平天国将领，程學啟在太平军中，程学启以战功，晋至弼天豫。叶芸来将自己的妻妹嫁程学启。咸丰十一年(1861年)，安慶被湘軍圍困危急，二月二十九日（1861年4月8日）半夜，程学启帶300人马向安庆北门曾国葆大营投降。後來被編入淮軍，領軍收復蘇州，1864年在浙江嘉興作戰時，登城时后脑中彈身亡，有人疑为清兵不容所杀，但更可能为流弹所致。清廷賜號「勃勇巴圖魯」。据说1894年甲午战争结束，李鸿章竟歎说，若方忠在此观战，当不致败，显见李对程之肯定与早逝不捨。

## 苏州杀降
同治二年（1863年）三月初九，太平军太仓守将会王蔡元隆表示归降清廷，李鹤章和程学启负责受降。不料城中伏兵四起，李鹤章负重伤，淮军被杀逾千人。程学启拚死掩护李鹤章余部撤退。
同治二年十月二十日夜間，太平军郜永寬與程學啟、鄭國魁、英國常胜军统领戈登密會於蘇州城外陽澄湖上，達成殺譚紹光並獻城投降的協定。程学启请戈登作保，自己折箭起誓不杀降将诸人。二十四日，郜永宽等人刺杀守城主将谭绍光及其亲信千餘人。是晚，郜永宽献谭绍光首级并率兵卒三万余人降清。同治二年十月二十六日（1863年12月5日），郜永宽、伍贵文、汪安均、周文佳、范启发、张大洲、汪怀武、汪有为等八名太平军降将到淮军营中见李鸿章，程学启率百余人突入午宴，将八名降将杀死。程学启提着八人首级入城，称“八人反侧，已伏诛矣！”戈登對殺降一事不滿，認為違背君子協定，痛罵程學啟不講道義。李鸿章急忙向英国人赫德（Robert Hart）和馬格里（Halliday MaCartney）求援，请他们代为调解；李鸿章在给朝廷的《骈诛八降酋片》中说：“惟洋人性情反覆，罔知事体，如臣构昧，恐难驾驭合宜。设英公使与总理衙门过于争执，惟有请旨将臣严议治罪以折服其心。”曾国藩竟然称赞这种行径说：“此间近事，惟李少荃在苏州杀降王八人最快人意”，“殊为眼明手辣”。然中国社科院研究多方史料证实，苏州杀降主谋就是李鸿章本人而非程学启，屠杀发生时程甚至不在现场（实际执行将领是龚生阳）。
苏州之役結束，以功授一品封典骑尉世职，赏穿黄马褂。但20天后，在攻打嘉兴时，程学启被洋枪击中头部，不治身亡。

## 延伸阅读
[在维基数据编辑]
 《清史稿/卷9》
 《清史稿/卷416》，出自趙爾巽《清史稿》